# Bzib
Bzib vagy Bzip: folyó Abháziában. Abház nyelven Бзыҧ [Bzip], grúz nyelven ბზიფი [Bzipi] vagy régiesen კაპოეტისწყალი [Kapoetiszckali]. 
A Nyugat-Kaukázus hegyei között, 2300 m magasságban ered. Vízgyűjtője a főgerinc déli lejtőit, illetve a mellékvonulatokat (Gagrai-, Bzibi- és Ancsha-hegység) foglalja magába. Hajózásra nem alkalmas, habár a bőséges csapadék miatt bővizű: sokévi átlagban 97 m³/s. Ez az érték a Gega-folyó felvétele után (az utóbbiról elnevezett szurdokból való kilépés helyén) értendő. E szurdokban 10-15 m-es szezonális vízszint-ingadozás észlelhető. A hegyek közül kiérve, a Bzib-folyó mintegy 10 km-es síkvidéki szakasz után a Fekete-tengerbe ömlik.  
A torkolathoz közel, az M27 autóút mentén található a vele azonos, tehát Bzib nevű falu, a községegyesítés révén létrejött Bzipta központja. 
A folyó a vízi turizmus népszerű terepe, technikai értelemben igen nehéz és változatos. Nagyszámú a pisztráng és a fekete-tengeri lazac állománya. 